# 대리 변수
통계학에서 말하는 대리변수(proxy variable)란, 어떤 특정한 변수에 대해 직접적으로 획득이 곤란하거나 사용이 어려운경우, 혹은 반영이 제대로 이루어지지 않는 경우에 원래 변수 대신하여 사용되는 변수를 의미한다. 이렇게 대리 변수를 사용하는 경우 선택된 대리변수와 원래의 변수 사이에는 밀접한 상관관계가 있어야 한다.

## 예시
삶의 질이나 생활수준과 같은 수치화 하기 어려운 변수를 사용하고자 할 때 이를 직접적으로 계산 하기에는 어려움이 따르므로, 1인당 GDP를 해당 변수 대신하여 사용하는 경우 등이 있다.

## 같이 보기
- 도구 변수